# Momus
Trong thần thoại Hy Lạp, Momus là vị thần của sự châm biếm, nhạo báng, văn chương trào phúng và thi sĩ.

## Trong văn học cổ điển
Là một tinh thần khắt khe về những lời chỉ trích không công bằng, Momus cuối cùng bị trục xuất khỏi tập thể các vị thần trên núi Olympus. Tên của ông có liên quan đến μομφή, có nghĩa là 'đổ lỗi', 'khiển trách', hoặc 'xấu hổ'. Hesiod nói rằng Momus là con của Đêm (Nyx), "mặc dù bà ấy không có con", và là anh em sinh đôi với Oizys khốn khổ. Vào thế kỷ thứ 8 trước Công nguyên, Cypria bị Momus cho là đã khuấy động cuộc chiến Troy nhằm làm giảm dân số của con người  Sophocles  đã viết một vở kịch satyr sau đó gọi là Momos, bây giờ gần như hoàn toàn bị mất, có thể có nguồn gốc từ điều này.

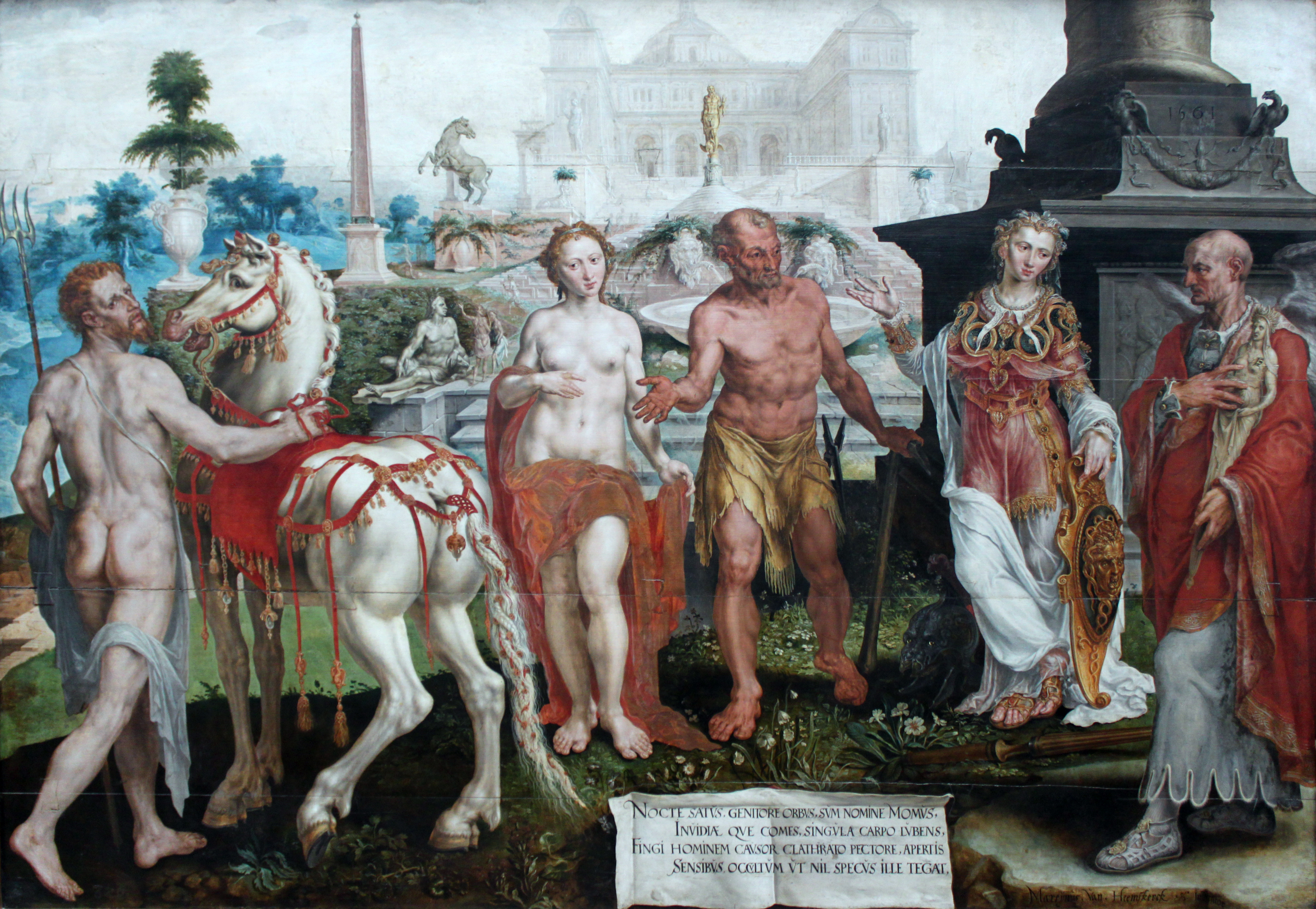
Momus phê bình các sáng tạo của Chúa, by Maarten van Heemskerck, 1561, Gemäldegalerie, Berlin

Hai trong số các truyện ngụ ngôn của Aesop có tính thần linh. Báo cáo được nhắc đến rộng rãi nhất trong số lần Cổ điển được đánh số 100 trong Perry Index.. Có Momus được yêu cầu đánh giá công việc của ba vị thần (những người khác nhau tùy thuộc vào phiên bản): một người đàn ông, một ngôi nhà và một con bò. Anh ta tìm thấy tất cả các lỗi: người đàn ông bởi vì trái tim của mình không phải là xem xét để phán xét suy nghĩ của mình; Nhà vì nó không có bánh xe để tránh những hàng xóm phiền hà; Và bò vì nó không có mắt trong sừng của nó để hướng dẫn nó khi đang mang vác. Bởi vì nó, Plutarch và Aristotle đã chỉ trích câu chuyện kể của Aesop như thiếu hiểu biết, trong khi Lucian nhấn mạnh rằng bất cứ ai có ý nghĩa cũng có thể phát ra những suy nghĩ của một người đàn ông.
Như một kết quả khác, Momus đã trở thành một từ ngữ cho việc tìm kiếm lỗi, và lời nói rằng thậm chí anh ta không thể chỉ trích điều gì đó là dấu hiệu của sự hoàn hảo của nó. Vì vậy, một bài thơ trong Khảo cổ học Hy Lạp đã nhận xét các bức tượng của Praxiteles rằng "chính Momus sẽ khóc, 'Cha Zeus, đây là một kỹ năng hoàn hảo'". Nhìn Aphrodite đáng yêu hơn, theo một câu chuyện ngụ ngôn thứ hai của Aesop, số 455 Trong Chỉ số Perry, nó đã được nhẹ nhàng lưu ý rằng ông không thể tìm thấy bất cứ điều gì về cô ấy để lỗi, ngoại trừ dép của cô nghe rít .